# Brabham BT60Y
A Brabham BT60Y (BT60) egy Formula–1-es versenyautó, az utolsó a Brabham csapat három évtizedes története során, mellyel a csapat az 1991-es és az 1992-es Formula–1-es idényben versenyzett. Pilótái 1991-ben Martin Brundle és Mark Blundell voltak, 1992-ben pedig Eric van de Poele, Giovanna Amati és Damon Hill.

## Története
Az 1991-es évet a csapat a Yamaha OX99-es motorjával kezdte meg. Pilótái az egy éves World Sportscar Championship bajnokságból visszatérő Martin Brundle és az újonc Mark Blundell voltak. Hasonlóan a Tyrrell 019-es versenyautóhoz, a BT60Y is megemelt orrot kapott, a nagyobb leszorítóerő érdekében. A szezon csapnivalóan kezdődött már a BT59-essel is, de ez az autó sem volt sokkal jobb. Monacóban Brundle-t kizárták az egész versenyhétvégéről, miután az első szabadedzés után nem vette észre, hogy kihívták mérlegelni, Blundell pedig borzalmas hétvége után kiesett. A Middlebridge Group, a csapat tulajdonosa a gyatra eredmények láttán vissza akarta vágni a költségvetést - csak a Yamaha közbenjárására érkező kisebb szponzorok pénze segített valamicskét. Ezekből lehetett annyit fejleszteni, hogy legalább a megbízhatóság javuljon, de a rossz eredmények miatt a szezon második felétől prekvalifikációra kényszerült a csapat. Brundle a szezon végén, Japánban még szerzett egy ötödik helyet, de ekkor már tudvalévő volt, hogy a Yamaha az idény végén otthagyja a csapatot, és a Middlebridge elkezdte szélnek ereszteni a dolgozókat is, miután gyáregységeket is értékesített. Ilyen körülmények között a Brabham egész évben mindössze 3 pontot tudott szerezni, ami a konstruktőri 10. helyre volt elegendő.
Csodával határos módon a Brabham be tudott nevezni az 1992-es bajnoki idényre is, noha annyi pénzük maradt csak, ami a működési költségekre volt elegendő, de fejlesztésre egyáltalán nem, ezért maradt az előző évi autó átalakítása. Az egyszerűen csak BT60 névre hallgató alváltozatnál visszatértek a Judd V10-es motorjához, a csapat pilótái pedig a belga Eric van de Poele és az olasz versenyzőnő, Giovanna Amati voltak (eredetileg Nakaja Akihiko lett volna a pilótájuk, de ő nem kapott szuperlicenszet), akit három verseny után az újonc Damon Hill váltott. Az egykor dicsőséges Brabham csapat hattyúdala katasztrofális idényt takart: az első versenyre csak van de Poele tudta magát kvalifikálni, azt is az utolsó helyen, és utolsóként is ért célba; majd az ezt követő versenyeken a csapat kvalifikálni sem tudta magát. Csak a kilencedik futamon sikerült ez, amikor Damon Hill ismét 26. lett. Giovanna Amati szereplése is csalódást keltő volt: nemcsak lassú volt, de veszélyesen sokszor pördült meg és csúszott ki. A spanyol nagydíj előtt a végrehajtók le akarták foglalni a csapat felszerelését, majd Imolában a Judd követelte a megvásárolt motorok ellenértékét. Az idényt a Brabham a hagyományos mélykék-fehér színekben kezdte meg, a szezon második felére lettek az autóik egy új szponzor miatt jellegzetes rózsaszín-kékek.
A csődközeli állapot miatt a legutolsó versenyre, a Magyar Nagydíjra már csak Hill érkezett, aki a 11. helyen ért célba, négy kör hátránnyal. Ezt követően a Brabham tönkrement, és több versenyen már nem indultak.

## Eredmények
| Év   | Csapat                    | Kasztni | Motor           | Gumik | Pilóták           | 1   | 2   | 3   | 4   | 5   | 6   | 7   | 8   | 9   | 10  | 11  | 12  | 13  | 14  | 15  | 16  | Pontok | Helyezés |
| ---- | ------------------------- | ------- | --------------- | ----- | ----------------- | --- | --- | --- | --- | --- | --- | --- | --- | --- | --- | --- | --- | --- | --- | --- | --- | ------ | -------- |
| 1991 | Motor Racing Developments | BT60Y   | Yamaha OX99 V12 | G     |                   | USA | BRA | SMR | MON | CAN | MEX | FRA | GBR | GER | HUN | BEL | ITA | POR | ESP | JPN | AUS | 3      | 10.      |
| 1991 | Motor Racing Developments | BT60Y   | Yamaha OX99 V12 | G     | Martin Brundle    |     |     | 11  | DSQ | KI  | KI  | KI  | KI  | 11  | KI  | 9   | 13  | 12  | 10  | 5   | NK  | 3      | 10.      |
| 1991 | Motor Racing Developments | BT60Y   | Yamaha OX99 V12 | G     | Mark Blundell     |     |     | 8   | KI  | NK  | KI  | KI  | KI  | 12  | KI  | 6   | 12  | KI  | KI  | NPK | 17  | 3      | 10.      |
| 1992 | Motor Racing Developments | BT60    | Judd GV V10     | G     |                   | RSA | MEX | BRA | ESP | SMR | MON | CAN | FRA | GBR | GER | HUN | BEL | ITA | POR | JPN | AUS | 0      | -        |
| 1992 | Motor Racing Developments | BT60    | Judd GV V10     | G     | Eric van de Poele | 13  | NK  | NK  | NK  | NK  | NK  | NK  | NK  | NK  | NK  |     |     |     |     |     |     | 0      | -        |
| 1992 | Motor Racing Developments | BT60    | Judd GV V10     | G     | Giovanna Amati    | NK  | NK  | NK  |     |     |     |     |     |     |     |     |     |     |     |     |     | 0      | -        |
| 1992 | Motor Racing Developments | BT60    | Judd GV V10     | G     | Damon Hill        |     |     |     | NK  | NK  | NK  | NK  | NK  | 16  | NK  | 11  |     |     |     |     |     | 0      | -        |

## Fordítás
- Ez a szócikk részben vagy egészben  a   Brabham BT60 című angol Wikipédia-szócikk ezen változatának fordításán alapul.  Az eredeti cikk szerkesztőit annak laptörténete sorolja fel. Ez a jelzés csupán a megfogalmazás eredetét és a szerzői jogokat jelzi, nem szolgál a cikkben szereplő információk forrásmegjelöléseként.